# Mario Caiano
Mario Caiano, né le 13 février 1933 à Rome et mort le 20 septembre 2015 dans la même ville, est un réalisateur italien. Il a aussi travaillé sous les pseudonymes Allan Grünewald, William Hawkins, Mike Perkins, Edoardo Re et Fred Wilson.

## Biographie
Après le lycée, Mario Caiano s'inscrit à l'université sous le pseudonyme de Mariano Cajano et il mène de front ses études de philologie avec son apprentissage du travail du cinéma comme assistant-réalisateur et occasionnellement comme scénariste pour Sergio Grieco, Fernando Cerchio, Carlo Ludovico Bragaglia, Vittorio Sala, Riccardo Freda, Edgar G. Ulmer et Camillo Mastrocinque. En 1962, il fait ses débuts comme réalisateur avec Ulysse contre Hercule. Après cela, il fait des films dans quasiment tous les genres. C'est lui qui réalise les premiers westerns italiens (La Griffe du coyote), le film d'épouvante gothique Amanti d'oltretomba dans lequel jouait Barbara Steele, le giallo psychologique L'Œil du labyrinthe, et le giallo poliziottesco ...a tutte le auto della polizia....
Parmi d'autres, on signalera son scénario de Dans les replis de la chair réalisé par Sergio Bergonzelli.
Il a aussi été actif dans la télévision italienne par des films comme Un'estate, un inverno (1971), Diagnosi (1974), Astuzia per astuzia (1976).

## Filmographie

### Comme réalisateur
Cinéma
- 1961 : Ulysse contre Hercule (Ulisse contro Ercole)
- 1963 : Duel au Texas (Duello nel Texas), coréalisé avec Ricardo Blasco
- 1963 : Goliath et l'Hercule noir (Goliath e la schiava ribelle)
- 1963 : Pour un whisky de plus (Cavalca e uccidi), coréalisé avec José Luis Borau
- 1963 : Le Signe de Zorro (Il segno di Zorro)
- 1964 : La Griffe du coyote (Il segno del coyote)
- 1964 : Maciste et les 100 gladiateurs (Maciste, gladiatore di Sparta)
- 1964 : La Fureur des gladiateurs ou Les 2 gladiateurs (I due gladiatori)
- 1964 : Mon colt fait la loi (Le pistole non discutono) (sous le pseudonyme de Fred Wilson)
- 1965 : Les Amants d'outre-tombe (Amanti d'oltretomba) (sous le pseudonyme d'Allan Grünewald)
- 1965 : Erik, le Viking (Erik, il vichingo)
- 1965 : Un cercueil pour le shérif (Una bara per lo sceriffo)
- 1967 : Ombres sur le Liban (Le spie uccidono in silenzio)
- 1967 : Adiós hombre (7 pistole per un massacro)
- 1967 : La Vengeance de Ringo (Ringo, il volto della vendetta)
- 1967 : Hold-up au centre nucléaire (Assalto al centro nucleare)
- 1968 : Son nom crie vengeance (Il suo nome gridava vendetta) (sous le pseudonyme de William Hawkins)
- 1968 : Un train pour Durango (Un treno per Durango)
- 1969 : Liebesvögel
- 1970 : Ombre roventi
- 1972 : Shanghaï Joe (Il mio nome è Shanghai Joe)
- 1972 : L'Œil du labyrinthe (L'occhio nel labirinto)
- 1973 : Les Contes de Viterbury (I racconti di Viterbury - Le più allegre storie del '300) (sous le pseudonyme d'Edoardo Re)
- 1975 : ...a tutte le auto della polizia...
- 1976 : Milano violenta
- 1977 : Assaut sur la ville (Napoli spara)
- 1977 : Antigang (La malavita attacca... la polizia risponde!)
- 1977 : Fräulein SS (La svastica nel ventre) (sous le pseudonyme de William Hawkins)
- 1980 : Ombre
- 1988 : Nosferatu à Venise (Nosferatu a Venezia)

Télévision
- 1971 : Un estate, un inverno (feuilleton)
- 1975 : Diagnosi (feuilleton)
- 1977 : Nel silenzio della notte (téléfilm)
- 1979 : Astuzia per astuzia (feuilleton)
- 1982 : Anna, Ciro e... compagnia (it) (feuilleton)
- 1985 : Brigade verte (série)
- 1986 : La Vallée des peupliers (série)
- 1989 : Un bambino in fuga (it) (feuilleton)
- 1991 : Un bambino in fuga tre anni dopo (feuilleton)
- 1993 : Moscacieca (it) (téléfilm)
- 1996 : Senza cuore (feuilleton)
- 1999 : Il presepe napoletano (court-métrage documentaire)
- 1999 : Mai con i quadri (it) (mini-série)
- 2000 : Per amore per vendetta (it) (téléfilm)
- 2001 : Io ti salverò (feuilleton)

### Comme réalisateur assistant
- 1952 : Non è vero... ma ci credo
- 1953 : Lulù
- 1954 : L'Hôtel du rendez-vous (Tua per la vita)
- 1954 : Napoli è sempre Napoli
- 1955 : Da qui all'eredità
- 1958 : Le Pirate de l'épervier noir (Il pirata dello sparviero nero)
- 1958 : Io, mammeta e tu
- 1960 : La schiava di Roma
- 1961 : L'Atlantide

### Comme scénariste
- 1954 : L'Hôtel du rendez-vous (Tua per la vita)
- 1954 : Napoli è sempre Napoli
- 1958 : Le Pirate de l'épervier noir (Il pirata dello sparviero nero)
- 1961 : Soliman le Magnifique (Solimano il conquistatore)
- 1962 : Le Fils du capitaine Blood (Il figlio del capitano Blood) (dialogues : version italienne)
- 1963 : Persée l'invincible (Perseo l'invincibile)
- 1963 : Trois Cavaliers noirs de Joaquín Luis Romero Marchent
- 1968 : Ringo le vengeur (Dos hombres van a morir) de Rafael Romero Marchent
- 1970 : Dans les replis de la chair (Nelle pieghe della carne), de Sergio Bergonzelli
- 1981 : Un Millón por tu historia
- 1999 : Il presepe napoletano